# トム・クロス
トム・クロス（Tom Cross）は、アメリカ合衆国のテレビおよび映画の編集技師である。

## 来歴
1997年より編集助手としてキャリアが始まり、『アンダーカヴァー』、『クレイジー・ハート』、『アラフォー女子のベイビー・プラン』、『デッドウッド 〜銃とSEXとワイルドタウン』などに参加した。デミアン・チャゼル監督による2014年の映画『セッション』で英国アカデミー賞編集賞やアカデミー賞編集賞を受賞した。

## 主なフィルモグラフィ
- The Space Between (2010)
- チョコレートドーナツ Any Day Now (2012)
- セッション Whiplash (2014)
- Time Lapse (2014)
- ロスト・エリア -真実と幻の出逢う森- The Driftless Area (2015)
- ジョイ Joy (2015)
- ラ・ラ・ランド La La Land (2016)
- 荒野の誓い Hostiles (2017)
- グレイテスト・ショーマン The Greatest Showman (2017)
- ファースト・マン First Man (2018)
- 007 ノー・タイム・トゥ・ダイ No Time to Die (2020)